# Малаццо, Эстебан
Эстебан Малаццо (исп. Esteban Malazzo; 23 августа 1909 — неизвестно) — аргентинский футболист, полузащитник.

## Карьера
Эстебан Малаццо начал карьеру в клубе «Бока Алумни», откуда в 1927 году перешёл в «Ривер Плейт». В основном составе клуба он дебютировал в 1928 году. Во многом благодаря игре Малаццо, а также братьев Хуана Карлоса и Хорхе Ирибарренов, клуб демонстрировал стратегию игры, основанную на строгой игре в обороне. C 1932 года «Ривер» изменился: пришли Карлос Пеуселье, Бернабе Феррейра, а в центре поля играли Малаццо и Аарон Вергифкер. Эти игроки, а также пришедший в 1935 году Хосе Морено выиграли три чемпионата Аргентины. В 1939 году Эстебан покинул «Ривер», являясь последним игроком, который играл за клуб с эпохи любительского футбола Аргентины. В составе команды футболист провёл 252 матча и забил один гол, что на тот момент являлось вторым результатом по количеству встреч за «Ривер» после Кандидо Гарсии.
В 1939 году Малаццо перешёл во «Флуминенсе». 17 августа он дебютировал в составе команды в матче с «Америкой» (4:2). Годом позже он выиграл титул чемпиона штата Рио-де-Жанейро, а ещё через год повторил это достижение. Всего за клуб Эстебан провёл 75 матчей и забил два гола. 14 января 1942 года Малаццо сыграл последнюю встречу за «Флуминенсе», в котором она проиграла «Америке» (1:2).
В 1930 году Малаццо сыграл один матч за вторую сборную Аргентины, которая сыграла вничью 1:1 с первой сборной.

## Достижения
- Чемпион Аргентины: 1932, 1936, 1937
- Обладатель Кубка Альдао: 1936, 1937
- Обладатель Кубка Карлоса Ибаргурена: 1937
- Победитель турнира Начала чемпионата Рио-де-Жанейро: 1940, 1941
- Чемпион штата Рио-де-Жанейро: 1940, 1941

## Личная жизнь
Сын Эстебана, Хуан Карлос, также стал футболистом и играл за «Ривер Плейт».